# Rathfriland
Rathfriland är en ort i Storbritannien.   Den ligger i riksdelen Nordirland, i den västra delen av landet, 500 km nordväst om huvudstaden London. Rathfriland ligger 84 meter över havet och antalet invånare är 2 063.
Terrängen runt Rathfriland är platt åt nordväst, men åt sydost är den kuperad. Runt Rathfriland är det ganska tätbefolkat, med 86 invånare per kvadratkilometer. Närmaste större samhälle är Banbridge, 13,4 km nordväst om Rathfriland. Trakten runt Rathfriland består i huvudsak av gräsmarker.